# Nannocetus eremus
Il nannoceto (Nannocetus eremus) è un cetaceo estinto, appartenente ai misticeti. Visse nel Miocene superiore (Messiniano, circa 6 milioni di anni fa) e i suoi resti fossili sono stati ritrovati in Nordamerica.

## Descrizione
Questo animale era simile a una balena attuale, ma le dimensioni erano molto minori. I fossili, infatti, indicano che Nannocetus (il cui nome significa "balena nana") doveva raggiungere a malapena i 4 metri di lunghezza. Questo animale era caratterizzato dall'orientamento ventrale (in vista posteriore) del processo postglenoide, il quale era incurvato ventralmente (in vista ventrale) rispetto all'asse anteroposteriore del cranio. Altre caratteristiche di Nannocetus erano la presenza di una profonda incisura che separava i due lobi dell'osso timpanico, il quale possedeva una forma reniforme, una sottile cresta trasversale sul petroso e una pars cochlearis di forma emisferica (Bouetel e Muizon, 2006).

## Classificazione
L'olotipo (UCMP 26502) venne ritrovato in terreni del Miocene superiore (Messiniano) nella formazione Towsley di Humphreys, nella Contea di Los Angeles in California, e venne descritto per la prima volta nel 1929 da Kellogg. Nannocetus è stato attribuito tradizionalmente alla famiglia dei cetoteridi, un gruppo di cetacei misticeti piuttosto primitivi; questa classificazione è stata confermata anche in seguito alle revisioni che questa famiglia ha subito, grazie ad analisi cladistiche (Bisconti et al., 2013). 